# Oredež
L'Oredež (in russo Оредеж?) è un fiume della Russia, situato nel sud-ovet dell'oblast' di Leningrado; è il principale affluente del fiume Luga.
La foce del fiume si trova a 191 km lungo la sponda destra del fiume Luga. La lunghezza del fiume è di 192 km, il bacino idrografico è di 3220 km². Nella parte superiore è interrotto dalle dighe di ex-centrali idroelettriche, nella parte inferiore è navigabile.

## Centri abitati lungo il fiume
- Vyritsa
- Donco
- Čikino
- Dajmišče
- Batovo
- Roždestveno
- Grjazno
- Byra
- Rybincy
- Mežno
- Siverskij
- Starosivenskaja
- Belogorka
- Novosiberskaja
- Nikol'skoe
- Miny
- Kletno
- Borisovo
- Malye Sludici
- Bol'šie Sludici
- Chajmino
- Porožek
- Savkino
- Nesterkovo
- Tarasino
- Dal'nij